# 穆龍貝區
穆龍貝區，是馬達加斯加的行政區，位於該國南部，由阿齊莫-安德列發那區負責管轄，首府設於穆龍貝，面積7,634平方公里，2011年人口111,027，人口密度每平方公里15人。